# Bačija
Bačija (Servisch cyrillisch: Бачија) is een plaats in de Servische gemeente Sjenica. De plaats telt 30 inwoners (2002).